# Rüdigheim (Neuberg)
Rüdigheim ist ein Ortsteil und bildet zusammen mit dem Ortsteil Ravolzhausen die Gemeinde Neuberg im Main-Kinzig-Kreis in Hessen.

## Geografische Lage
Der Ort liegt im östlichen Rhein-Main-Gebiet auf einer Höhe von 133 m über NN, ca. 8,5 km nordöstlich von Hanau. Im Norden grenzt Rüdigheim an die Ausläufer des Vogelsberges. Westlich fließt der Krebsbach in Nord-Süd-Richtung vorbei. Nordwestlich des Ortes treffen sich die Landesstraßen 3445 und 3195.

## Geschichte

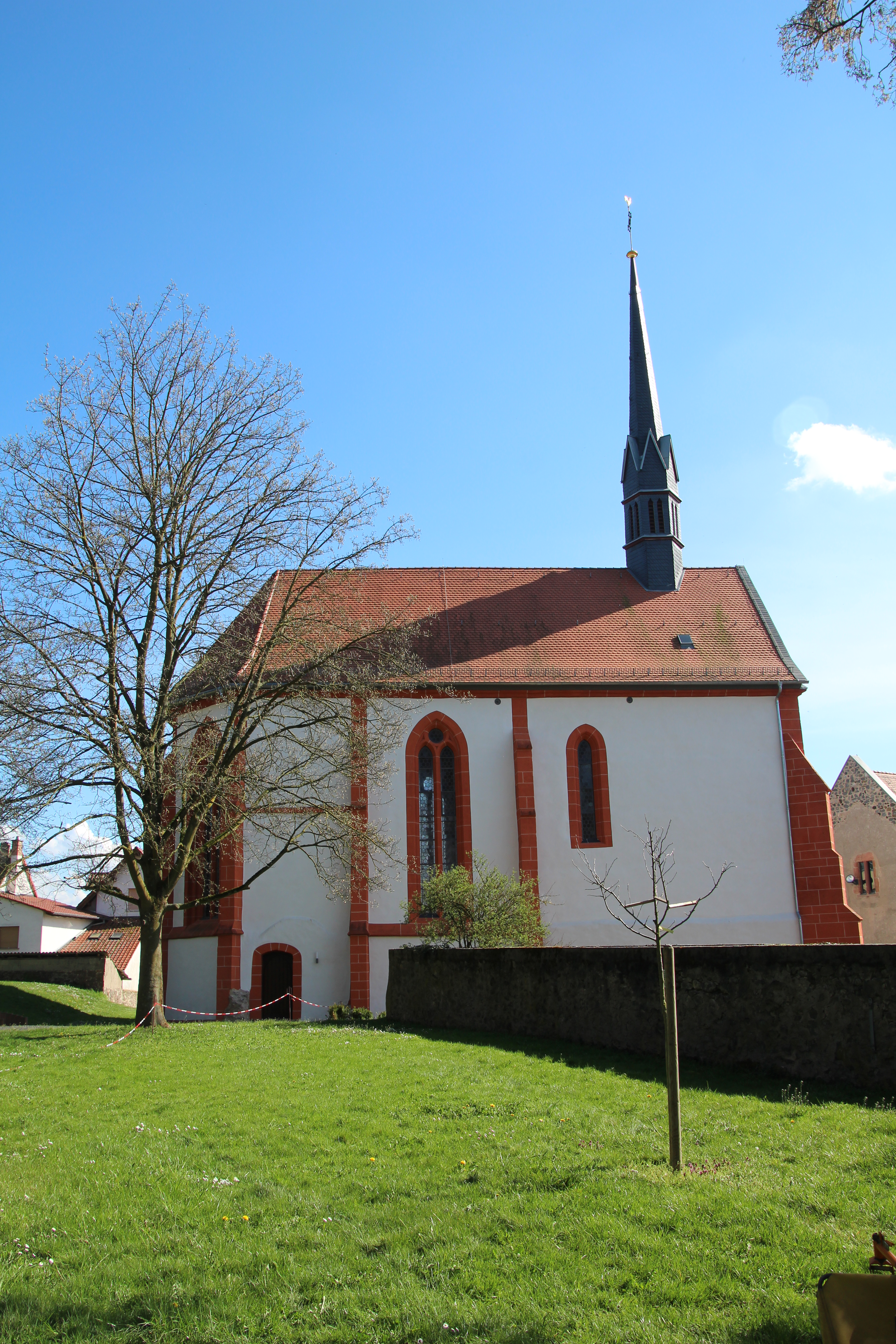
Evangelische Kirche Rüdigheim

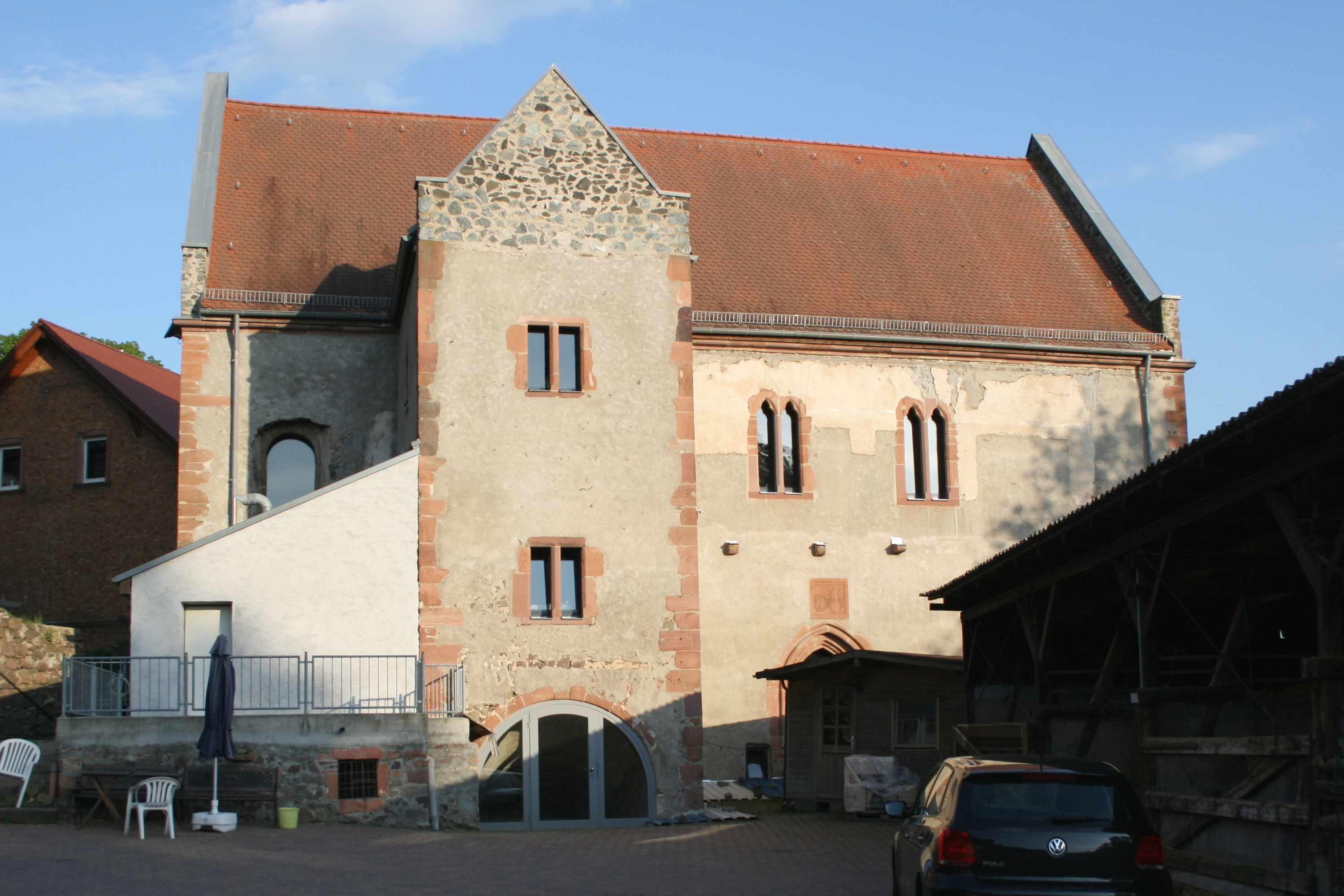
Ehemalige Johanniterkommende (heute evangelisches Gemeindezentrum), Ansicht von Norden

### Vorgeschichte
Archäologische Bodenfunde lassen auf eine Besiedlung der heutigen Gemarkung seit der Steinzeit schließen. Im Osten des Dorfes verläuft der Obergermanische Limes.

### Mittelalter
Die älteste erhaltene Erwähnung des Dorfs findet sich in einem Zinsregister des Klosters Seligenstadt aus der ersten Hälfte des 10. Jahrhunderts. Der Ort gehörte ab dem 13. Jahrhundert als Allod zum Besitz der Herren von Hanau, zum Amt Büchertal der Herrschaft Hanau, ab 1429: Grafschaft Hanau, nach der Landesteilung von 1458: Grafschaft Hanau-Münzenberg.
Ab 1222 werden Ortsadelige, die Herren von Rüdigheim, genannt. Sie waren mit den Herren von Rückingen verwandt und ebenfalls in Rückingen begütert. 1655 starb die Familie aus. Reste ihres Stammsitzes sind wohl im Bereich der späteren Johanniterkommende zu suchen. Die Rüdigheimer überließen die Anlage 1257 dem Johanniterorden, welcher in Rüdigheim eine Kommende gründete. Das Hauptgebäude der Kommende ist unterhalb der Kirche erhalten und dient heute als evangelisches Gemeindezentrum. Es ist neben der nahe gelegenen Hirzbacher Kapelle eines der ältesten Gebäude der Region und weist sowohl romanische als auch gotische Bauelemente auf. Verwaltet wurde die Kommende in nachmittelalterlicher Zeit durch den Komtur von Frankfurt aus. 1682 erwarb dieser von Hanau die Schutzvogtei.
Die erste Kirche in Rüdigheim wurde am 22. November 1235 geweiht. Das Patronat lag bei den Herren von Rüdigheim, die es 1257 dem Johanniterorden schenkten. Kirchliche Mittelbehörde war bis zur Reformation das Landkapitel Roßdorf, das dem Archidiakonat von St. Maria ad Gradus in Mainz unterstand.

### Historische Namensformen
In erhaltenen Urkunden wurde Rüdigheim unter den folgenden Namen erwähnt (in Klammern das Jahr der Erwähnung):
- Ruodingheim (um 1000)
- Rudincheim (1222)
- Rudenkeim (um 1234)
- Rüdigheim (1527)

### Neuzeit
In der Grafschaft Hanau-Münzenberg wurde Mitte des 16. Jahrhunderts nach und nach die Reformation eingeführt. In Rüdigheim geschah dies zunächst im lutherischen Sinn. In einer „zweiten Reformation“, wurde die Konfession der Grafschaft Hanau-Münzenberg erneut gewechselt: Graf Philipp Ludwig II. verfolgte ab 1597 eine entschieden reformierte Kirchenpolitik. Er machte vom Jus reformandi, seinem Recht als Landesherr Gebrauch, die Konfession seiner Untertanen zu bestimmen, und setzte dies für die Grafschaft Hanau-Münzenberg weitgehend als verbindlich durch. Die Pfarrei gehörte nun zur „Klasse (Dekanat) Windecken“, die wiederum dem Konsistorium in Hanau unterstand. 1637–1712 betreute der reformierte Pfarrer von Rüdigheim auch die Gemeinde Oberissigheim.
Die Kirche wurde im Dreißigjährigen Krieg zerstört, der Wiederaufbau dauerte bis 1670. Im Inneren der Kirche sind einige mittelalterliche Bauelemente erhalten. Sehenswert ist u. a. der Grabstein des Komturs Philipp von Reifenberg aus dem Jahr 1495.
Nach dem Amtsantritt des Grafen Friedrich Casimir aus dem lutherischen Familienzweig der Grafen von Hanau Lichtenberg 1642 wurde in Rüdigheim 1683 auch eine lutherische Gemeinde gegründet, deren Pfarrer auch für die Dörfer Bruchköbel, Marköbel und Niederrodenbach zuständig war. Diese errichtete sich 1697 ein eigenes Kirchengebäude. 1817 fusionierten die beiden Gemeinden in der Hanauer Union und die jüngere Kirche wurde abgerissen.
Nach dem Tod des letzten Hanauer Grafen, Johann Reinhard III., 1736 erbte Landgraf Friedrich I. von Hessen-Kassel aufgrund eines Erbvertrages aus dem Jahr 1643 die Grafschaft Hanau-Münzenberg und damit auch das Amt Büchertal und Rüdigheim. 1803 wurde die Landgrafschaft Hessen-Kassel zum Kurfürstentum Hessen erhoben. Während der napoleonischen Zeit stand das Amt Büchertal ab 1806 zunächst unter französischer Militärverwaltung, gehörte 1807–1810 zum Fürstentum Hanau und dann von 1810 bis 1813 zum Großherzogtum Frankfurt, Departement Hanau. Anschließend fiel es wieder an das Kurfürstentum Hessen zurück. Nach der Verwaltungsreform des Kurfürstentums Hessen von 1821, durch die Kurhessen in vier Provinzen und 22 Kreise eingeteilt wurde, ging das Amt Büchertal im neu gebildeten Kreis Hanau auf. Mit der Annexion Kurhessens durch das Königreich Preußen nach dem verlorenen Krieg von 1866 wurde auch Rüdigheim preußisch. 1930 wurden die evangelischen Pfarrstellen von Rüdigheim und Ravolzhausen verbunden.

### Gebietsreform
Im Zuge der Gebietsreform in Hessen fusionierten am 1. April 1971 die bis dahin selbständigen Gemeinden Ravolzhausen und Rüdigheim freiwillig zur neuen Gemeinde Neuberg.
Ortsbezirke nach der Hessischen Gemeindeordnung wurden nicht errichtet.

### Bevölkerung
Einwohnerentwicklung
 Quelle: Historisches Ortslexikon
- 1632: 37 Familien[9]
- 1634: 30 Haushaltungen
- 1707: 38 Familien
- 1754: 69 Haushaltungen mit 296 Personen
- 1812: 67 Feuerstellen, 447 Seelen

| Rüdigheim: Einwohnerzahlen von 1812 bis 2011 | Rüdigheim: Einwohnerzahlen von 1812 bis 2011 | Rüdigheim: Einwohnerzahlen von 1812 bis 2011 | Rüdigheim: Einwohnerzahlen von 1812 bis 2011 | Rüdigheim: Einwohnerzahlen von 1812 bis 2011 |
| --- | -------------------------------------------- | -------------------------------------------- | -------------------------------------------- | -------------------------------------------- |
| Jahr |                                              |                                              |                                              | Einwohner                                    |
| 1812 | 1812                                         |                                              | 447                                          | 447                                          |
| 1834 | 1834                                         |                                              | 540                                          | 540                                          |
| 1840 | 1840                                         |                                              | 516                                          | 516                                          |
| 1846 | 1846                                         |                                              | 543                                          | 543                                          |
| 1852 | 1852                                         |                                              | 555                                          | 555                                          |
| 1858 | 1858                                         |                                              | 542                                          | 542                                          |
| 1864 | 1864                                         |                                              | 564                                          | 564                                          |
| 1871 | 1871                                         |                                              | 555                                          | 555                                          |
| 1875 | 1875                                         |                                              | 568                                          | 568                                          |
| 1885 | 1885                                         |                                              | 607                                          | 607                                          |
| 1895 | 1895                                         |                                              | 637                                          | 637                                          |
| 1905 | 1905                                         |                                              | 630                                          | 630                                          |
| 1910 | 1910                                         |                                              | 679                                          | 679                                          |
| 1925 | 1925                                         |                                              | 692                                          | 692                                          |
| 1939 | 1939                                         |                                              | 667                                          | 667                                          |
| 1946 | 1946                                         |                                              | 882                                          | 882                                          |
| 1950 | 1950                                         |                                              | 860                                          | 860                                          |
| 1956 | 1956                                         |                                              | 819                                          | 819                                          |
| 1961 | 1961                                         |                                              | 861                                          | 861                                          |
| 1967 | 1967                                         |                                              | 1.171                                        | 1.171                                        |
| 1970 | 1970                                         |                                              | 1.380                                        | 1.380                                        |
| 1980 | 1980                                         |                                              | ?                                            | ?                                            |
| 1990 | 1990                                         |                                              | ?                                            | ?                                            |
| 2000 | 2000                                         |                                              | ?                                            | ?                                            |
| 2011 | 2011                                         |                                              | 1.677                                        | 1.677                                        |
| Datenquelle: Historisches Gemeindeverzeichnis für Hessen: Die Bevölkerung der Gemeinden 1834 bis 1967. Wiesbaden: Hessisches Statistisches Landesamt, 1968. Weitere Quellen: ; Zensus 2011 |                                              |                                              |                                              |                                              |

Religionszugehörigkeit
 Quelle: Historisches Ortslexikon
| • 1885: | 585 evangelische (= 98,15 %), 11 katholische (= 1,85 %) Einwohner |
| • 1961: | 763 evangelische (= 88,62 %), 80 katholische (= 9,29 %) Einwohner |